# 성주 해평동 측백나무
성주 해평동 측백나무(星州 海平洞 측백나무)은 대한민국 경상북도 성주군 벽진면 수촌리에 있던 측백나무이다. 1984년 5월 21일 경상북도의 기념물 제49호로 지정되었다가, 2015년 7월 6일 문화재 지정이 해제되었다.

## 개요
측백나무는 중국 및 한반도에 분포하고 있으며, 한반도에는 단양, 달성, 안동, 영양 등지에서 자라고 있다. 절벽 바위에 뿌리를 내리고 숲을 이루는 경우가 많으며, 주변환경을 아름답게 하기 위해 주택과 마을 주변에 많이 심고 있다.
해평동 측백나무의 나이는 320년 정도로 추정되며, 높이는 약 25m이다. 가지는 다섯 개로 갈라져 있는데 두 가지만이 정상적으로 자라고 있다.
조선 인조(1623∼1649) 때 충청도 임천군수 여효증이 군민들이 기념으로 준 어린나무를 가져와 만연당 뜰에 심은 것이라 하는데, 일본에게 국권을 빼앗겼던 1910년에는 사흘동안 울었다는 전설이 전해진다.
해평동 측백나무는 나무의 형태가 기이하게 생긴 명목(名木)으로서 잘 보호되어 왔다.

## 지정해제 사유
성주 해평동 측백나무는 2001년 태풍 피해 후 외과수술 및 지주를 세워 비교적 건전하게 생육하고 있었으나, 측백나무의 생명을 유지하여 왔던 유일한 가지가 2012년 태풍 볼라벤(2012년 8월 28일)으로 절단되는 피해를 입었다. 이후 생존하고 있었던 형성층 부위에서 맹아지가 돋아날 것을 기대하였으나, 문화재 특별점검시(2014년 2월 25일) 나무전체가
고사하였음을 확인하였다. 따라서 측백나무의 문화재적 가치가 소멸하였기에 경상북도 기념물(제49호) 지정에서 해제하기로 한다. 향후 후계목 양성에 지속적인 관심이 필요할 것으로 보인다.

## 참고 자료
- 성주해평동측백나무 - 국가유산청 국가유산포털